# 烏茲別克斯坦共和國國歌
《烏茲別克共和國國歌》是烏茲別克斯坦的國歌，樂曲沿用自烏茲別克還是蘇聯的加盟共和國時的國歌。在1991年烏茲別克獨立時，由於沒有其他適合的候選歌曲，所以決定繼續採用由穆塔爾·布爾漢諾夫作曲的，原烏茲別克蘇維埃社會主義共和國國歌樂曲，再配上由阿布杜拉·阿里波夫新作的歌詞，作為共和國國歌。
乌兹别克斯坦广播电台和电视台在上午5:55签收时播放本国歌。

乌兹别克斯坦国徽

## 外部連結
- 中國駐烏茲別克大使館 （页面存档备份，存于） 國徽、國旗及國歌簡介
- 純音樂版
- 歌詞的原版英語翻譯（英文）